# Aristoteles Onassis
 Der er for få eller ingen kildehenvisninger i denne artikel, hvilket er et problem. Du kan hjælpe ved at angive troværdige kilder til de påstande, som fremføres i artiklen.

Aristoteles „Ari“ Sokrates Onassis græsk: Αριστοτέλης Ωνάσης) (født 15. januar 1906 i Smyrna (nu Izmir), død 15. marts 1975 i Neuilly-sur-Seine ved Paris) var en græsk skibsreder, der grundlagde et skibsfartsimperium samt flyselskabet Olympic Airways.
Han flygtede til Argentina i 1923 da Smyrna blev generobret af tyrkiske tropper efter den græske invasion af Osmannerriget i efterdønningerne på Første Verdenskrig.
Havde et særdeles farverigt liv med mange intriger, og blev bl.a. efterforsket af FBI for svindel.
Blev skilt fra sin første hustru Athina Livanou, med hvem han havde to børn, og indledte en affære, uden at blive gift, med den græske opera-diva Maria Callas, med hvem han fik en søn der dog døde.
Blev efterfølgende gift med enken efter John F. Kennedy, Jacqueline Kennedy, der tog navnet Jacqueline Onassis.
Aristoteles Onassis søn, Alexander Onassis var pilot og blev dræbt i et flystyrt, og Onassis kom sig aldrig over sin søns død.
Eneste tilbageværende slægtninge er Athina Onassis Roussel som er datter af Aristoteles Onassis datter Christina Onassis der døde i 1988. Athina har arvet en formue af ukendt størrelse, men den estimeres at ligge på mellem 1 og 2 milliarder US Dollars.